# Reclinervellus dorsiconcavus
Reclinervellus dorsiconcavus är en stekelart som beskrevs av He och Ye 1998. Reclinervellus dorsiconcavus ingår i släktet Reclinervellus och familjen brokparasitsteklar. Inga underarter finns listade i Catalogue of Life.